# Metra (Chicago)
Metra (abrev.: METX ) é o sistema ferroviário suburbano na Região Metropolitana de Chicago, servindo a cidade de Chicago e seus subúrbios circundantes através da Union Pacific Railroad, BNSF Railway e outras operadoras ferroviárias. O sistema opera 242 estações em 11 linhas. É o quarto sistema ferroviário suburbano mais movimentado dos Estados Unidos por número de passageiros, e o maior e mais movimentado sistema ferroviário suburbano fora da Área Metropolitana da cidade de Nova York. No quarto trimestre de 2021, atendeu aproximadamente 75.100 passageiros por dia durante a semana. O dia mais movimentado estimado do Metra ocorreu em 4 de novembro de 2016, data da vitória do Chicago Cubs na World Series, a grande final da MLB, a liga americana de baseball.
Metra é descendente de vários serviços ferroviários suburbanos que datam da década de 1850. O sistema atual data de 1974, quando a Assembléia Geral de Illinois estabeleceu a Regional Transportation Authority (RTA) para consolidar todas as operações de transporte público na área de Chicago, incluindo trens urbanos. A criação da RTA foi resultado do fracasso antecipado do serviço de transporte suburbano operado e de propriedade de várias empresas ferroviárias privadas na década de 1970.
Em uma reorganização de 1983, a RTA colocou os trens urbanos sob uma recém-formada Divisão de Trens Urbanos, que se autodenominava Metra, em 1985. As empresas ferroviárias de carga ainda operam quatro das rotas da Metra sob contratos de compra de serviço. Ela detém todo o material circulante e é responsável por todas as estações, junto com os respectivos municípios. Desde a sua criação, a Metra direcionou mais de US$ 5 bilhões para o sistema ferroviário suburbano da Grande Chicago, ao lado do Chicago Transit Authority (CTA).

## História

### Primeiros trilhos suburbanos de Chicago
Desde sua fundação no século XIX, Chicago tem sido um importante centro do meio-oeste americano na rede ferroviária do país. Possui linhas férreas irradiadas em mais direções do que qualquer outra cidade da América do Norte. As ferrovias estabeleceram sua sede na em Chicago, tornando-a um centro para a construção de vagões de carga, de passageiros e locomotivas a diesel. Os primeiros serviços de passageiros eram administrados por Chicago, Burlington and Quincy Railroad, Chicago and North Western Transportation Company e Milwaukee Road.
Na década de 1930, Chicago tinha o maior sistema de transporte público do mundo, mas os serviços ferroviários começaram a declinar. Em meados da década de 1970, as linhas de passageiros enfrentavam um futuro incerto. O Burlington Northern Railroad, Milwaukee Road, Chicago & North Western e Illinois Central vinham perdendo dinheiro há vários anos e usavam trens com vagões de passageiros que datavam da década de 1920.

### Formação da RTA

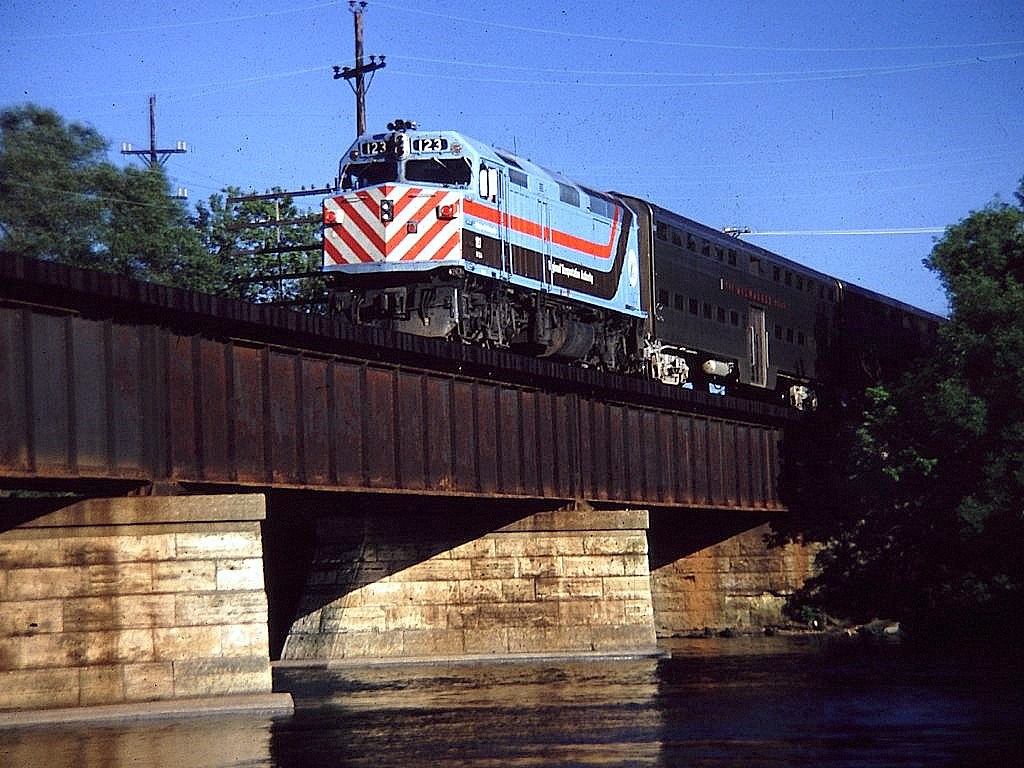
Locomotiva modelo RTA EMD F40PH No. 123 cruzando o rio Fox em Elgin, Illinois, em 1981

Para fornecer estabilidade ao sistema ferroviário suburbano, a Assembléia Geral de Illinois formou a Regional Transportation Authority em 1974. Seu objetivo era financiar e planejar o transporte público da região de Chicago. Depois de usar, inicialmente, equipamentos de segunda mão, a RTA recebeu as primeiras locomotivas EMD F40PH em 1976. Essa frota ainda está em serviço até os dias atuais. As empresas que há muito forneciam trens urbanos na região continuaram a operar suas linhas sob contrato com a RTA.
Menos de uma década depois, a Regional Transportation Authority já sofria de problemas financeiros contínuos. Além disso, dois fornecedores ferroviários, a Rock Island Line e a Milwaukee Road, faliram, forçando a RTA a criar, em 1982, a Northeast Illinois Regional Commuter Railroad Corporation para operar suas linhas diretamente. Em 1983, o Legislativo de Illinois reorganizou a agência, deixando-a responsável pelas operações diárias de todos os serviços de ônibus, trens pesados e trens urbanos em toda a Região Metropolitana de Chicago. Também era responsável por direcionar os níveis de tarifas e serviços, estabelecer orçamentos, encontrar fontes para investimento de capital e planejamento. Uma nova divisão de trens urbanos, a RTA Commuter Rail Division, foi criada para lidar com as operações de trens urbanos, formando um dos três "quadros de serviço" da RTA junto com Chicago Transit Authority (operadora de transporte de massa) e Pace (sistema de ônibus e paratrânsito).

### Marca "Metra"

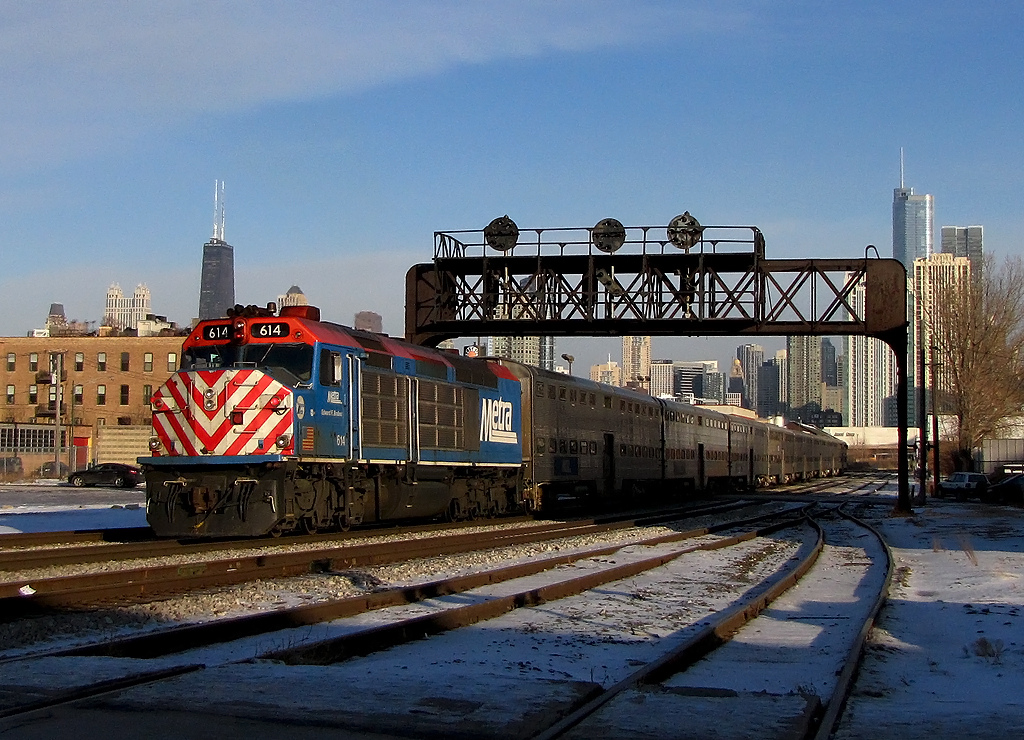
Locomotiva modelo Metra EMD F40C No. 614 em Chicago.

O conselho da RTA Commuter Rail Division reuniu-se pela primeira vez em 1984. Em um esforço para simplificar a operação de trens urbanos na área de Chicago, em julho de 1985 adotou uma marca unificada para todo o sistema – Metropolitan Rail. O serviço Metra recentemente reorganizado ajudou a trazer uma identidade única para os muitos componentes de infraestrutura atendidos pelo sistema ferroviário de passageiros da Regional Transportation Authority. No entanto, o sistema ainda é legalmente conhecido como Commuter Rail Division.
Hoje, o braço operacional da Metra, a Northeast Illinois Regional Commuter Railroad Corporation, opera sete rotas próprias da companhia. Quatro outras continuam a ser operadas pela Union Pacific (anteriormente Chicago & North Western) e BNSF (anteriormente Burlington Northern) sob contrato com a Metra. O serviço em toda a rede é fornecido sob o nome Metra (de acordo com o objetivo da empresa de fornecer uma identidade única para todos os trens urbanos da região). Também é proprietária de todo o material rodante, controla tarifas e níveis de pessoal e é responsável pela maioria das estações. No entanto, os transportadores de carga que operam linhas sob contrato utilizam seus próprios funcionários e controlam o direito de passagem para essas rotas.

### Crescimento e expansão
No final do século XX e início do século XXI, a Metra registrou recorde de passageiros e expandiu seus serviços. Em 1996, organizou sua primeira nova linha, a North Central Service, que vai da Union Station a Antioch. Em 2006, adicionou novas paradas intermediárias à mesma rota, estendeu a Union Pacific West Line de Geneva a Elburn, e estendeu o SouthWest Service de Orland Park a Manhattan. Em 2012, teve um desempenho médio de pontualidade de 95,8% (medido apenas para as chegadas de um trem em sua última estação com menos de seis minutos de atraso). Também registrou seu quarto maior volume em sua história, apesar da diminuição das oportunidades de emprego no centro de Chicago.
A Metra continuou buscando opções de expansão e melhoria do atendimento aos passageiros. Nas últimas três décadas, a companhia investiu mais de US$ 5 bilhões em sua infraestrutura. Esse investimento foi usado para comprar novo material rodante, construir novas estações, reformar vias, modernizar os sistemas de sinalização e as instalações de apoio. Além das principais melhorias nas linhas Union Pacific Northwest e Union Pacific West, o planejamento avançou em duas novas rotas, SouthEast Service e Suburban Transit Access Route ("STAR").

### Corrupção
A Metra também foi prejudicada por alegações e investigações de corrupção. Em abril de 2002, o membro do conselho Don Udstuen renunciou tanto à Metra quanto ao seu cargo executivo na Illinois State Medical Society, depois de admitir ter recebido subornos para direcionar os contratos da Metra para empresas associadas ao ex-legislador Roger Stanley e se declarar culpado de sua participação no escândalo da Operação Safe Road.
Em Abril de 2010, o diretor executivo da Metra, Phil Pagano, enfrentou uma investigação por receber um bônus não autorizado de US$ 56.000. Mais tarde foi descoberto que havia recebido indevidamente US$ 475.000 em pagamentos de férias. No dia em que o conselho da agência estava programado para discutir seu destino, Pagano jogou-se diante de um trem da própria Metra, em um aparente suicídio. Na época da morte, também surgiram alegações de que um funcionário da Metra havia exigido uma recompensa de US$ 2.000 do estúdio cinematográfico que usou a Metra no filme Source Code, de 2011. Esse funcionário foi posteriormente dispensado de suas funções e se aposentou.
Em Junho de 2013, o CEO da Metra, Alex Clifford, renunciou abruptamente ao cargo sem comentários públicos. Gradualmente, foi relatado que sua saída havia sido exigida pelo conselho da companhia, que negociou um pacote de indenização de US$ 871.000, incluindo um acordo de confidencialidade. A saída de Clifford foi supostamente arranjada porque ele rejeitou pedidos de contratação e promoção por indicação, incluindo um pedido para promover um antigo aliado do deputado estadual de Illinois Michael Madigan. Na sequência deste escândalo, cinco membros do conselho renunciaram. Em agosto do mesmo ano, os demais membros do conselho elegeram por unanimidade Don Orseno como CEO interino. (O conselho de seis membros estava operando em número reduzido e, portanto, não tinha autoridade para eleger um CEO permanente. Orseno e Alex Wiggins compartilhavam funções como diretores co-executivos.) A longa carreira ferroviária de Orseno, começando com o trabalho de montar trens e verificar portas para a Chicago, Rock Island e Pacific Railroad jogaram favoravelmente na decisão. Em outubro, as autoridades locais restauraram o conselho da Metra para 11 membros. Depois de analisar quatro candidatos, o conselho reconstituído nomeou formalmente Orseno como CEO da Metra em janeiro de 2014.
Ainda em 2014, foi relatado, com base em arquivos anteriores, "um longo histórico de contratação de patrocínio político" na Metra.

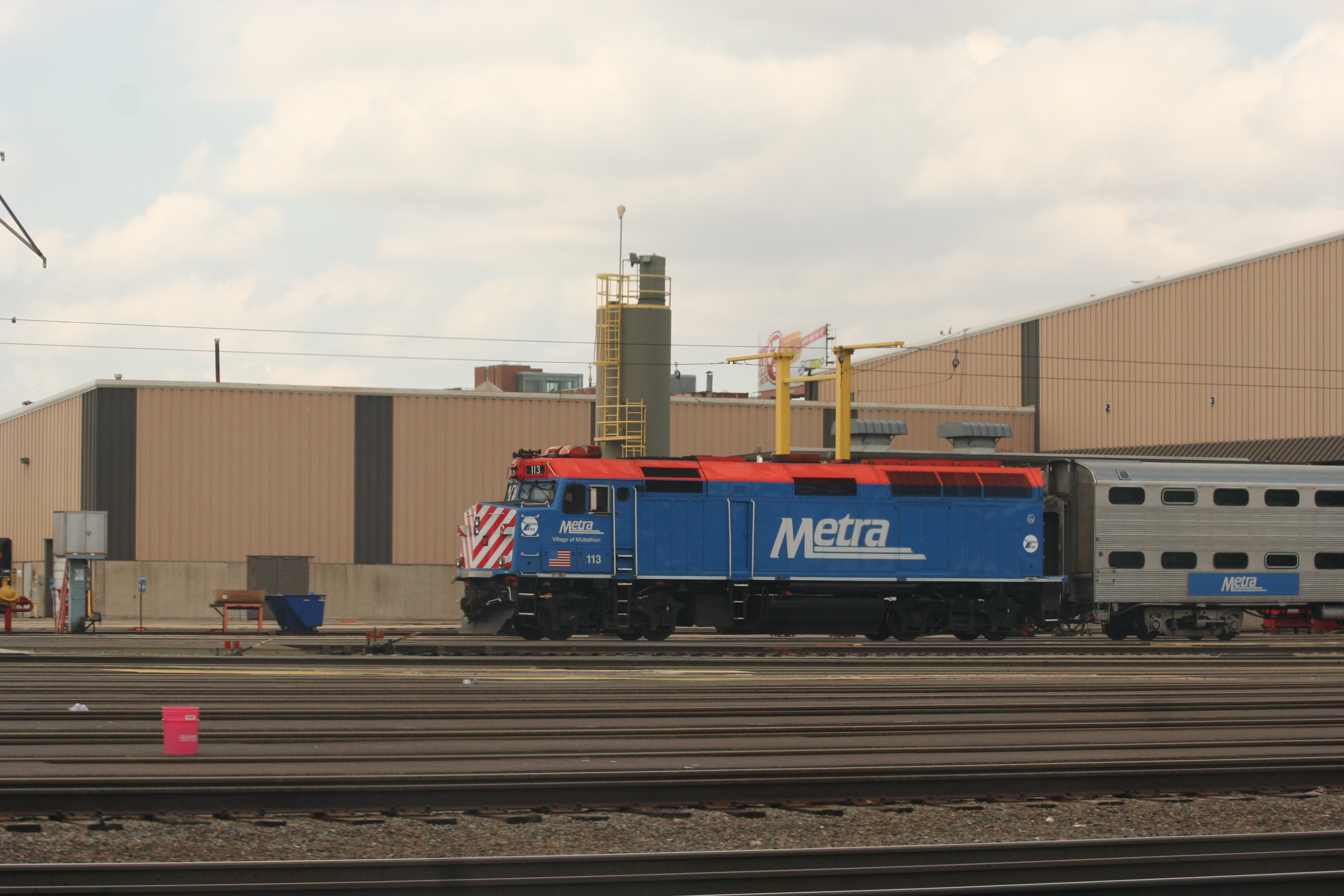
Locomotiva com o logotipo da Metra

### Subfinanciamento
Durante muito tempo, a Metra não foi financiada o suficiente para manter a maioria dos equipamentos e material circulante atualizados. Em média, a agência recebia aproximadamente US$ 700 milhões por ano, mas a Metra afirma precisar de cerca de US$ 2 bilhões por ano, o que só foi alcançado a partir de 2020. Por causa disso, teve que reduzir o novo material circulante, em vez de recorrer aos seus Programas de Reconstrução, nos quais eles reconstroem vagões e locomotivas com utilitários de última geração. Estas reformas custam apenas uma fração do que seria gasto para comprar novos materiais como, por exemplo, seus carros Amerail, a respeito dos quais um trabalhador declarou: "... podemos reconstruir por aproximadamente US$ 650.000. Comprar esse carro novo custaria US$ 3 milhões"..

## Operações

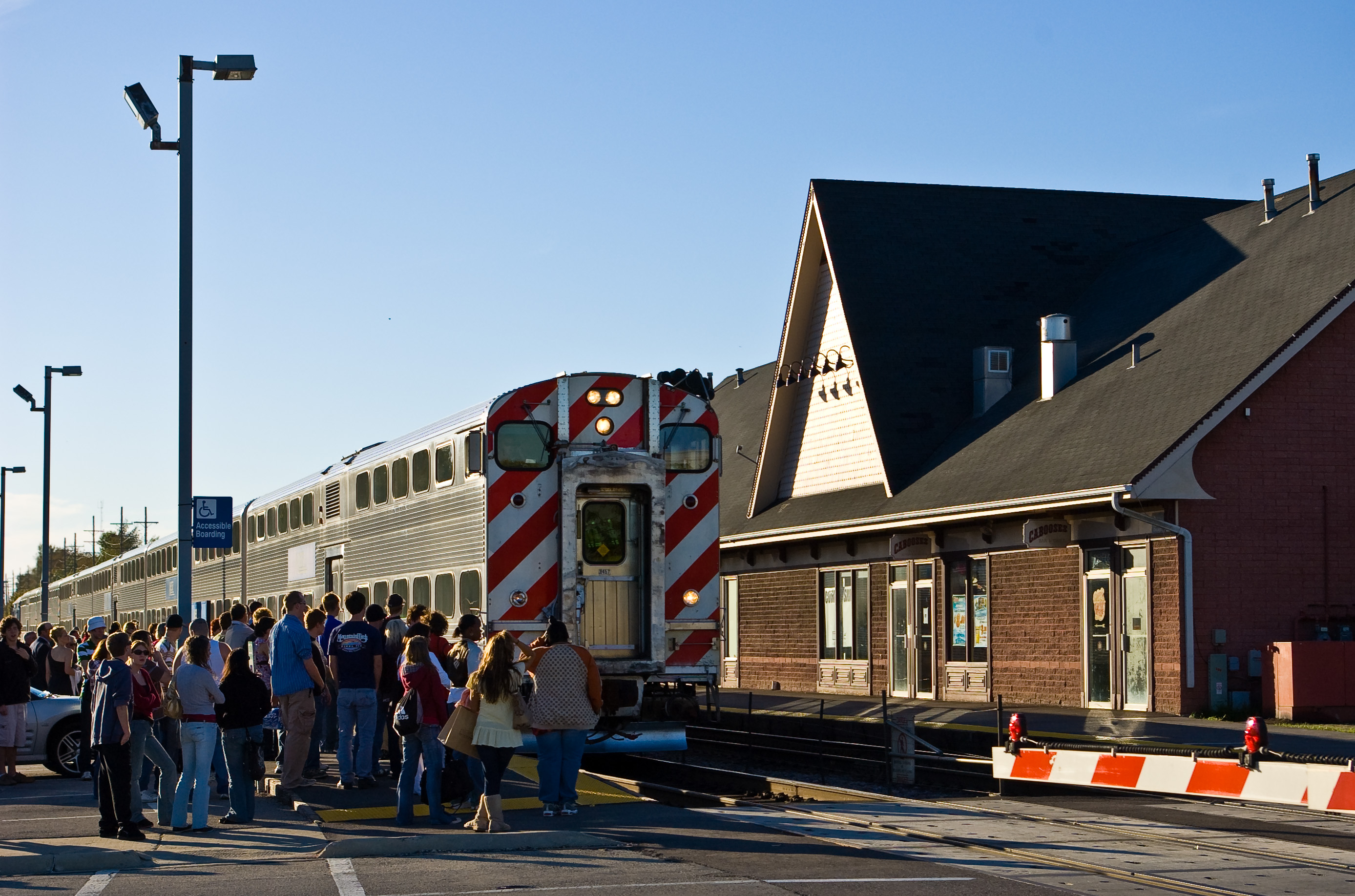
Passageiros próximos a um trem que chega a estação de Geneva

### Estações
A Metra atende passageiros por meio de estações em toda a Região Metropolitana de Chicago. Cada estação, a menos que seja uma rota ou terminal de ramal, oferece viagens de (saída) e para (entrada) o Centro da cidade. Portanto, um passageiro pode conectar-se entre Chicago e um subúrbio ou entre dois pontos nos subúrbios usando o serviço Metra. Embora o sistema ferroviário suburbano da Metra seja projetado para conectar áreas em toda a região metropolitana, fornece algumas conexões intramunicipais dentro de Chicago.
Os trens Metra se originam de uma das quatro estações no centro de Chicago. Seis linhas se originam na Union Station. As três linhas da Union Pacific em Ogilvie, antigamente e ainda popularmente chamada de North Western Station. A linha Rock Island District se origina na estação de LaSalle Street. Já a linha Metra Electric District tem origem em Millennium Station, antigamente e ainda frequentemente chamada de Randolph Street Terminal. Todos os quatro terminais estão situados a uma curta distância do Chicago Loop, importante área comercial e turística, para que os passageiros possam se transferir facilmente para uma linha diferente daquelas da Metra ao chegar ao Centro. O serviço urbanocentrico da Metra continua popular entre os passageiros suburbanos que trabalham no centro da cidade, os que realizam viagens de ida e volta e aqueles que visitam Chicago para atividades de turismo e lazer.
As estações são encontradas em toda Chicago, bem como nos condados suburbanos de Cook, DuPage, Kane, Lake, McHenry e Will - uma área amplamente coextensiva com o anel interno da área metropolitana de Chicago. Uma estação está localizada em Kenosha, no estado de Wisconsin.

### Rotas
A Metra opera em 11 linhas, a maioria das quais datam de meados do século XIX. Quatro são operadas sob contrato. O serviço da BNSF Line é operado pela BNSF Railway. As três linhas da estação Ogilvie (anteriormente North Western Station) são operadas pela Union Pacific Railroad. As outras sete linhas são operadas pela Northeast Illinois Regional Commuter Railroad Corporation (NIRC), subsidiária operacional da Metra. Os trens de entrada em todas as linhas passam o tempo todo até o terminal de Chicago, no entanto, muitos trens de saída não passam pelo terminal de suas respectivas linhas (por exemplo, a maioria dos trens da Union Pacific Northwest Line não passa por Harvard; em vez disso, terminam em Crystal Lake).

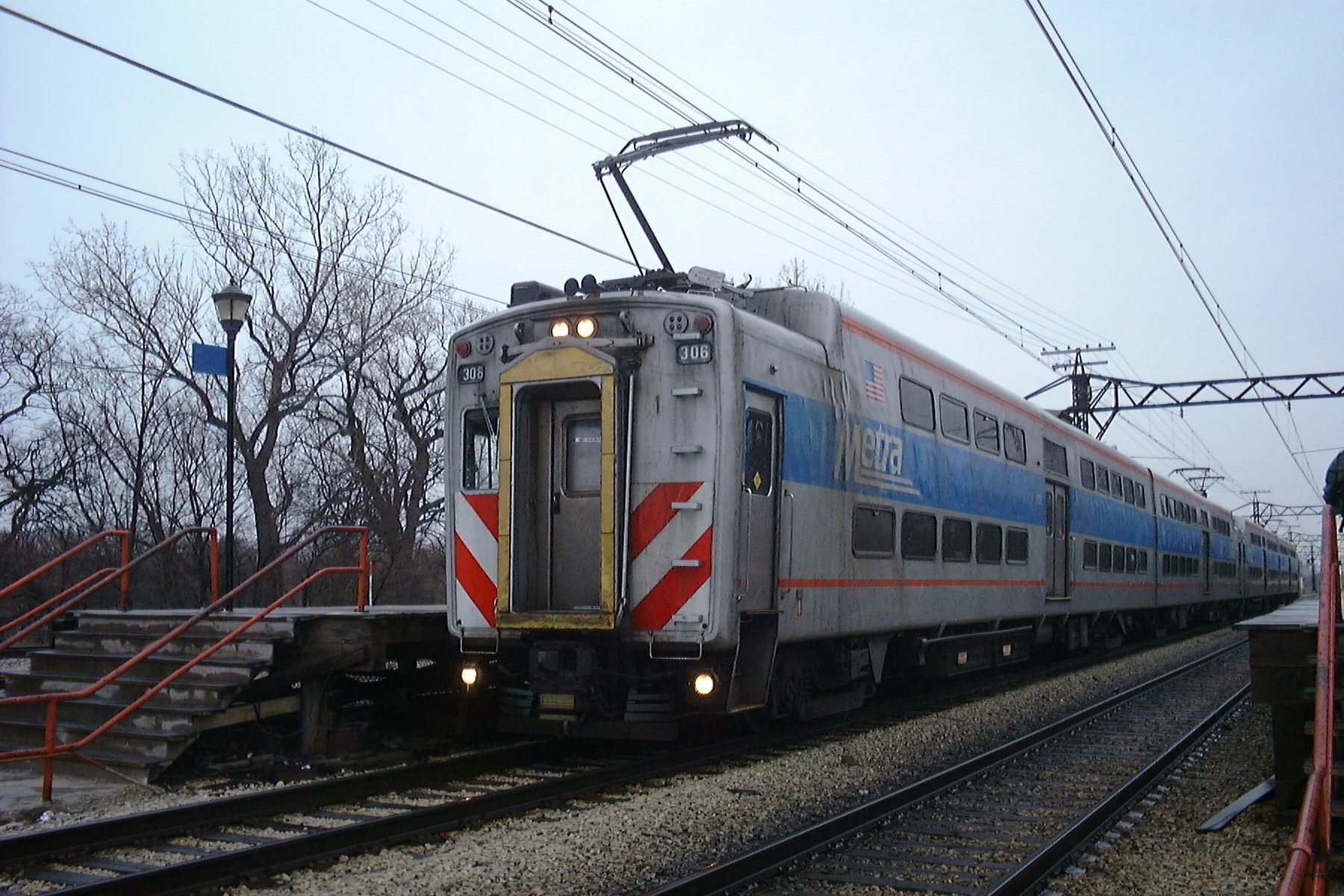
Vagão elétrico da Metra na estação 59th Street.

 BNSF Line 
A BNSF Line é a rota mais movimentada da Metra. Esta rota de 37,5 milhas (60,4 km) vai de Union Station até Aurora. Teve uma média de 63.000 passageiros durante os dias de semana semana em 2018-19.
 Heritage Corridor 
Linha menos frequentada da Metra, Heritage Corridor é uma rota de 37,2 milhas (59,9 km) que vai da Union Station a Joliet. Durante as horas de pico dos dias de semana, funciona apenas na respectiva direção de pico. Teve uma média de 2.600 passageiros durante os dias de semana em 2018-19.
 Metra Electric District 
Linha mais curta do sistema, a Metra Electric District é uma rota de 31,5 milhas (50,7 km) entre Millennium Station até University Park, com ramais servindo Blue Island–Vermont Street (exceto domingos e feriados) e South Chicago (93rd Street). Teve uma média de 28.100 passageiros durante os dias de semana em 2018-19.
 Milwaukee District North 
A Milwaukee District North Line é uma rota de 49,5 milhas (79,7 km) entre Union Station e Fox Lake. Teve uma média de 22.100 passageiros durante os dias de semana em 2018-19.
 Milwaukee District West 
A Milwaukee District West Line é uma rota de 39,8 milhas (64,1 km) entre Union Station e Big Timber Road, em Elgin; nos fins de semana e feriados, o serviço termina no centro de Elgin. A linha teve uma média de 20.600 de passageiros durante os dias úteis em 2018-19.
 North Central Service 
North Central Service é uma rota de 52,8 milhas (85,0 km) entre Union Station e Antioch. Teve uma média de 5.600 passageiros durante os dias úteis em 2018-19. Não funciona nos finais de semana e feriados.
 Rock Island District 
Rock Island District é uma rota de 40,0 milhas (64,4 km) (não incluíndo os 6,6 milhas (10,6 km) de Beverly Branch) rumo aos subúrbios sudoeste e sul. A linha tem 26 estações em dois ramais, da estação LaSalle Street para Joliet. Alguns trens se ramificam em um trilho local e terminam em Blue Island–Vermont Street. Teve uma média de 26.900 passageiros durante os dias úteis em 2018-19.
 SouthWest Service 
SouthWest Service é uma linha de 40,8 milhas (65,7 km) entre Union Station e Manhattan (Illinois), embora a maioria dos trens termine em Orland Park 179th Street. Teve uma média de 9.600 passageiros em dias úteis em 2018-19. Não funciona aos domingos e feriados, e o serviço aos sábados está atualmente suspenso.
 Union Pacific North 
A única rota que viaja para fora de Illinois, a Union Pacific North Line é uma rota de 51,6 milhas (83,0 km) entre Ogilvie e Kenosha, no estado de Wisconsin, com a maioria dos serviços terminando em Waukegan. A linha teve uma média de 34.600 passageiros durante os dias úteis em 2018-19.
 Union Pacific Northwest 
Rota mais longa da Metra, a Union Pacific Northwest Line é uma rota de 63,2 milhas (101,7 km) entre Ogilvie e Harvard, com a maior parte dos serviços terminando em Crystal Lake. Durante a semana, exceto feriados, o serviço também inclui um ramal de 7,59 milhas (12,21 km) de Pingree Road para McHenry. A linha teve uma média de 40.100 passageiros durante a semana em 2018-19.
 Union Pacific West 
A Union Pacific West Line é uma rota de 43,6 milhas (70,2 km) entre Ogilvie e Elburn. A linha teve uma média de 27.900 passageiros durante os dias úteis em 2018-19.

#### Rotas propostas
A Metra propôs duas novas rotas no início dos anos 2000: SouthEast Service, que conectaria algumas partes dos subúrbios do sul ao centro de Chicago, e a Suburban Transit Access Route, que conectaria vários subúrbios entre si sem entrar no centro da cidade. A partir de 2020, apenas o SouthEast Service ainda estava sendo considerado.

#### Rotas Pré-Metra

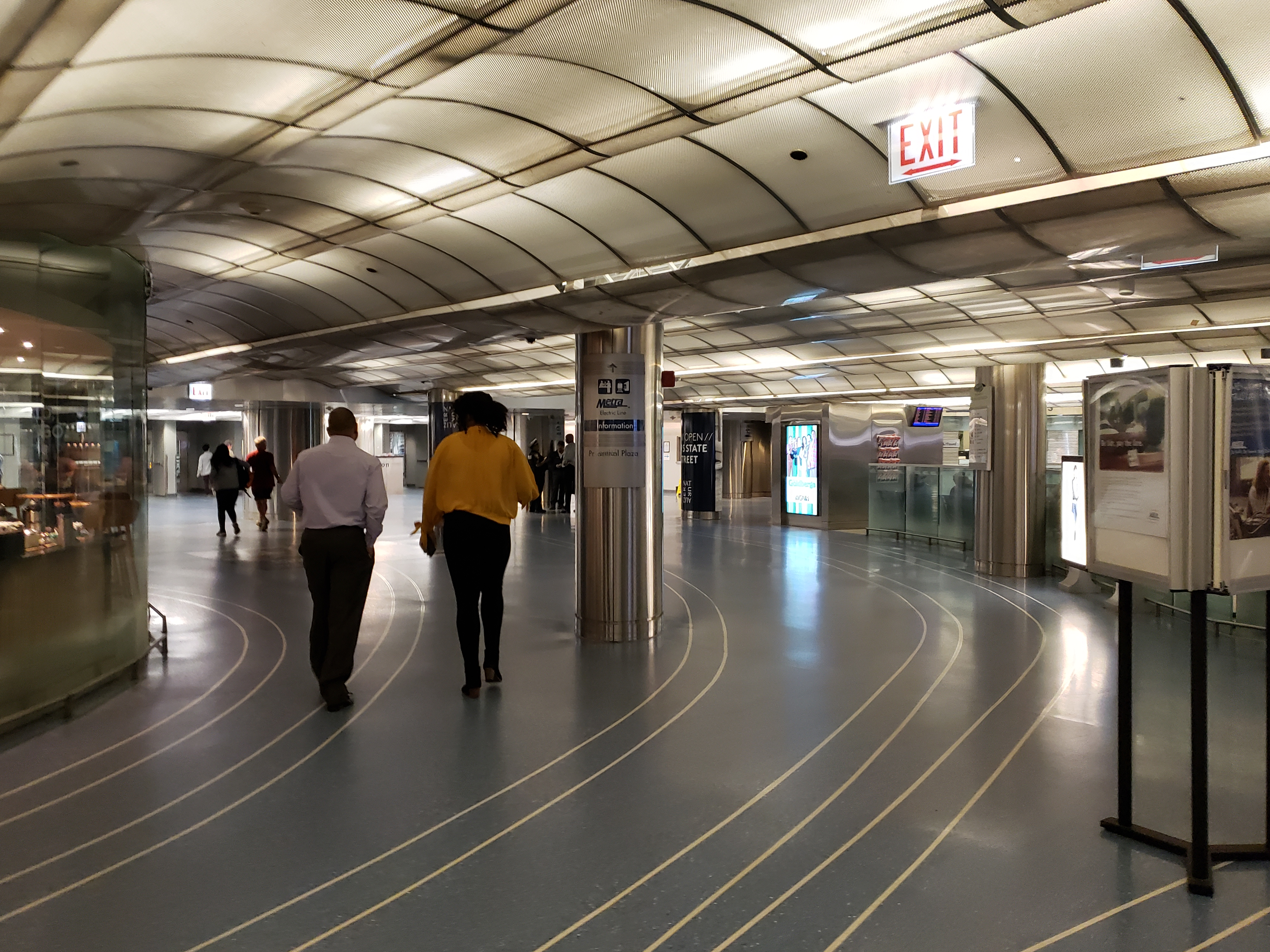
Vista interna da estação Millennium Station

Várias linhas de passageiros foram descontinuadas antes que a Metra fosse estabelecida. A Illinois Central, entre a atual Millennium Station e a estação da cidade de Addison (fechada em 1931), Pennsylvania Railroad Line, entre a estação da cidade de Valparaiso, no estado de Indiana (fechada em 1935), New York Central Line, entre LaSalle Street e Elkhart, Indiana, (fechada em 1964), e quatro linhas da Chicago & North Western para St. Charles, Aurora, Freeport e Kenosha-Harvard (todos municípios em Illinois e Wisconsin, com estações fechadas entre 1930-1951). A Burlington Route tinha serviço entre Aurora e West Chicago (fechada em 1943). A Chicago Eastern Illinois operava o serviço de passageiros nesta linha da estação de Dearborn para Dolton e Momence, respectivamente. A linha de passageiros da Chicago and Eastern Illinois para Momence foi encerrada em 1935, enquanto o serviço para Dolton foi descontinuado em 1964. A Chicago Great Western tinha serviços para DeKalb (fechado em 1906). O Serviço de Santa Fe para Joliet (fechado em 1903). No entanto, a Metra opera o serviço para Joliet em duas rotas: Heritage Corridor e Rock Island District.

### Passageiros
O número de passageiros vem diminuindo lentamente em todas as linhas, exceto uma, desde 2014, como visto abaixo. Os números pós-2020 foram drasticamente afetados pela pandemia de COVID-19. Embora os relatórios mensais de 2022 mostrem uma forte melhoria em relação aos números de 2021, ainda estão drasticamente abaixo dos níveis pré-pandemia.

#### Viagens anuais
| Linha                         | Linha | 2014       | 2015       | 2016       | 2017       | 2018       | 2019       | 2020       | 2021       |
| ----------------------------- | ----- | ---------- | ---------- | ---------- | ---------- | ---------- | ---------- | ---------- | ---------- |
| BNSF Line                     |       | 16,658,357 | 16,400,290 | 16,325,320 | 16,235,817 | 15,822,652 | 15,468,014 | 3,659,617  | 2,483,782  |
| Heritage Corridor             |       | 729,139    | 723,803    | 718,015    | 727,202    | 728,467    | 734,098    | 177,838    | 82,197     |
| Metra Electric District       |       | 9,415,916  | 9,054,649  | 8,642,365  | 8,149,977  | 7,716,121  | 7,282,993  | 2,019,403  | 1,836,723  |
| Milwaukee District North Line |       | 7,237,913  | 7,094,564  | 6,934,684  | 6,818,808  | 6,610,059  | 6,549,143  | 1,556,783  | 1,094,292  |
| Milwaukee District West Line  |       | 6,946,268  | 6,771,637  | 6,621,104  | 6,349,963  | 6,143,996  | 5,904,808  | 1,480,973  | 1,059,742  |
| North Central Service         |       | 1,817,335  | 1,758,118  | 1,730,494  | 1,684,357  | 1,640,984  | 1,589,905  | 340,682    | 146,668    |
| Rock Island District          |       | 8,544,753  | 8,305,273  | 8,112,784  | 7,923,588  | 7,578,330  | 7,338,133  | 1,952,547  | 1,669,273  |
| SouthWest Service             |       | 2,659,040  | 2,604,292  | 2,538,273  | 2,457,418  | 2,420,921  | 2,356,767  | 574,815    | 305,167    |
| Union Pacific North Line      |       | 9,328,441  | 9,248,834  | 9,220,477  | 9,030,120  | 8,689,776  | 8,552,117  | 2,300,363  | 1,954,284  |
| Union Pacific Northwest Line  |       | 11,609,358 | 11,301,755 | 11,183,739 | 10,910,882 | 10,597,680 | 10,384,356 | 2,602,403  | 1,962,084  |
| Union Pacific West Line       |       | 8,423,188  | 8,367,264  | 8,375,067  | 8,332,483  | 8,139,344  | 7,883,185  | 1,945,886  | 1,486,536  |
| Total                         | Total | 83,369,706 | 81,630,476 | 80,402,319 | 78,620,612 | 76,088,329 | 74,043,156 | 18,611,311 | 14,080,749 |

| Ano  | Passageiros |        |
| ---- | ----------- | ------ |
| 2008 | 86,808,870  | [ 36 ] |
| 2010 | 81,369,000  | [ 37 ] |
| 2012 | 81,270,253  | [ 38 ] |
| 2014 | 83,369,706  | [ 32 ] |
| 2015 | 81,630,476  | [ 32 ] |
| 2016 | 80,402,319  | [ 32 ] |
| 2017 | 78,620,612  | [ 32 ] |
| 2018 | 76,088,329  | [ 32 ] |
| 2019 | 74,043,516  | [ 33 ] |
| 2020 | 18,611,311  | [ 34 ] |
| 2021 | 14,080,749  | [ 35 ] |

#### Passageiros durante os dias úteis
| Linha                         | Linha | 2008    | Julho de 2008– Junho de 2009 | 2010    | Julho de 2011– Junho de 2012 | Julho de 2015– Junho de 2016 | Julho de 2016– Junho de 2017 |
| ----------------------------- | ----- | ------- | ---------------------------- | ------- | ---------------------------- | ---------------------------- | ---------------------------- |
| BNSF Line                     |       | 63,400  | 63,500                       | 64,600  | 67,400                       | 65,300                       | 63,900                       |
| Heritage Corridor             |       | 2,800   | 2,800                        | 2,600   | 2,600                        | 2,400                        | 2,400                        |
| Metra Electric District       |       | 42,800  | 41,200                       | 36,200  | 36,400                       | 32,800                       | 31,600                       |
| Milwaukee District North Line |       | 26,100  | 26,000                       | 23,500  | 23,100                       | 22,900                       | 22,800                       |
| Milwaukee District West Line  |       | 22,900  | 22,600                       | 22,300  | 22,800                       | 22,300                       | 22,100                       |
| North Central Service         |       | 5,700   | 5,800                        | 5,400   | 5,800                        | 5,800                        | 5,800                        |
| Rock Island District          |       | 35,600  | 33,900                       | 30,500  | 30,700                       | 29,800                       | 28,700                       |
| SouthWest Service             |       | 10,200  | 9,900                        | 9,500   | 9,700                        | 9,900                        | 9,600                        |
| Union Pacific North Line      |       | 41,000  | 42,000                       | 36,400  | 35,400                       | 35,500                       | 34,700                       |
| Union Pacific Northwest Line  |       | 43,500  | 43,500                       | 40,900  | 41,000                       | 40,700                       | 39,600                       |
| Union Pacific West Line       |       | 30,900  | 30,800                       | 29,400  | 30,300                       | 27,200                       | 26,900                       |
| Total                         | Total | 325,000 | 322,100                      | 301,200 | 305,200                      | 294,600                      | 288,100                      |

#### Passageiros aos fins de semana
| Linha                         | Linha | Julho de 2011– Junho de 2012 |
| ----------------------------- | ----- | ---------------------------- |
| BNSF Line                     |       | 24,600                       |
| Heritage Corridor             |       | —                            |
| Metra Electric District       |       | 14,300                       |
| Milwaukee District North Line |       | 9,500                        |
| Milwaukee District West Line  |       | 9,600                        |
| North Central Service         |       | —                            |
| Rock Island District          |       | 6,800                        |
| SouthWest Service             |       | 400                          |
| Union Pacific North Line      |       | 17,300                       |
| Union Pacific Northwest Line  |       | 19,500                       |
| Union Pacific West Line       |       | 14,100                       |
| Total                         | Total | 116,100                      |

| Período                      | Média viagens de fim de semana |
| ---------------------------- | ------------------------------ |
| 2008                         | 120,700                        |
| Julho de 2008– Junho de 2009 | 124,600                        |
| 2010                         | 121,800                        |
| Julho de 2011– Junho de 2012 | 116,100                        |
| Julho de 2015– Junho de 2016 | 108,300                        |
| Julho de 2016– Junho de 2017 | 105,900                        |

### Conexões

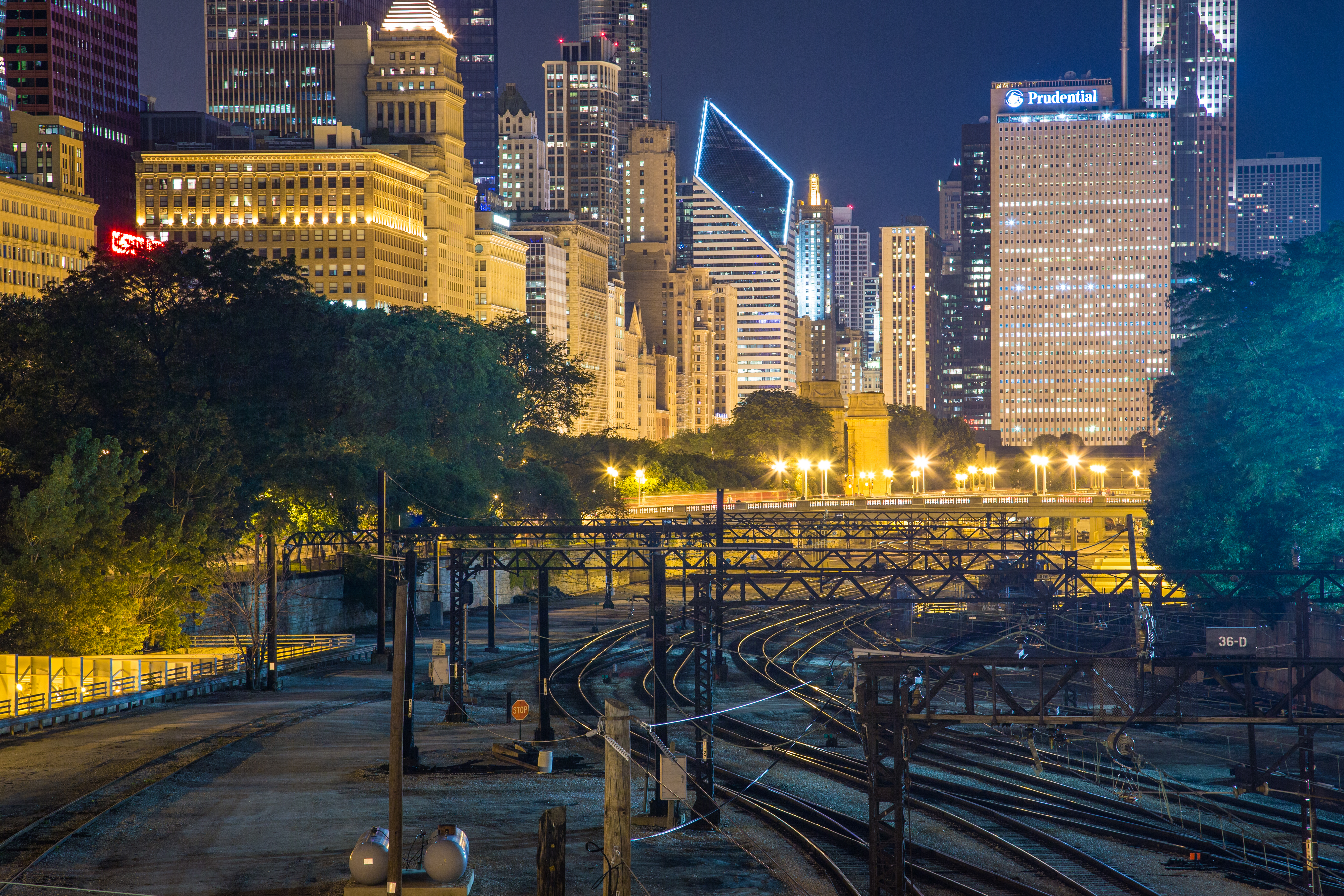
Trilhos da Metra com a vista dos prédios do Centro de Chicago ao fundo

O transporte público em Chicago consiste em uma infraestrutura que permite conexões intermodais para serviços locais, regionais, nacionais e internacionais.
Os estacionamentos estão disponíveis ao lado da maioria das estações suburbanas da Metra para passageiros que chegam utilizando veículos próprios. A maioria destes estacionamentos são operados pelo município em que se localizam. Taxas e multas também são cobradas pelas respectivas autoridades municipais; no entanto, a maioria geralmente é gratuita nos fins de semana e boa parte dos feriados.
O transporte de massa da CTA e os ônibus suburbanos da Pace se conectam com muitas estações Metra no Centro de Chicago e nos subúrbios. Aos titulares de passes mensais são oferecidas opções de conexão com esses serviços. Além disso, muitas linhas de ônibus intermunicipais se conectam com passageiros fora da Union Station.
A rede de Metrô de Chicago (comumente chamada de Chicago "L") também permite transferências para a Metra em algumas estações de Chicago. A maioria das linhas 'L' atravessam o Chicago Loop, permitindo acesso próximo a todos os terminais do Metra do Centro. Há também pontos de conexão entre Metra e o 'L' fora do Loop, como transferências da Union Pacific Northwest Line para a Linha Azul do metrô em Irving Park e Jefferson Park; e da Union Pacific West Line para a Linha Verde em Oak Park.
A Union Station funciona tanto como estação Metra quanto como estação da Amtrak, em Chicago. Além dos serviços de Illinois e Hiawatha, os trens da Amtrak operam em todo o país, incluindo serviços para os estados que abrangem tanto a Costa Oeste quando a Costa Leste dos Estados Unidos. Os passageiros que se conectam em Ogilvie podem acessar a Union Station através de suas plataformas norte, no lado oposto da Madison Street, com as estações LaSalle e Millennium Station também a uma curta distância a pé. Várias estações suburbanas da Metra também são compartilhadas com a Amtrak.
A South Shore Line, uma linha interurbana que conecta Chicago com os subúrbios de Indiana e South Bend, se origina na Millennium Station e opera ao longo de grande parte da porção de Chicago da Metra Electric District, até o sul da 63rd Street. Por um acordo de não concorrência de longa data, os trens de South Shore para leste só param em estações compartilhadas da Electric District para embarcar passageiros, e os trens os para oeste param apenas para descarregar passageiros.

### Positive Train Control
Em setembro de 2008, o Congresso americano considerou uma nova lei que estabelecia um prazo até 15 de dezembro de 2015 para a implementação da tecnologia PTC (sigla para Positive Train Control, uma família de sistemas automáticos de proteção de trens implantados nos Estados Unidos). Com a aprovação deste mandato, a Metra tomou providências para cumprir o prazo. No entanto, concluiu que o prazo estabelecido para ter a PTC funcionando não era um requisito razoável, conclusão que se alinhava com a postura adotada por grande parte da indústria ferroviária. Isso se deve a uma variedade de fatores, incluindo, mas não se limitando, a atrasos do governo e a complexidade fundamental de construir um programa desde o início. Além disso, a Metra estimou que o custo de implementação do sistema em seus 1.800 km de trilhos na Região Metropolitana de Chicago seria superior a US$ 200 milhões. O medo era que esse mandato sem financiamento desviasse os escassos fundos de capital de outras necessidades essenciais. Isso incluia a construção e manutenção de trilhos, estações, sinalização e outros equipamentos existentes que garantam um ambiente operacional seguro para todos os passageiros. No entanto, a Metra reconheceu a necessidade do PTC, mas com um prazo mais razoável para implementar tal programa. Este reconhecimento é parcialmente baseado no histórico de acidentes anteriores da Metra. Dois eventos notáveis foram dois acidentes no distrito de Rock Island em um período de alguns anos. O primeiro evento foi um descarrilamento que ocorreu em 12 de outubro de 2003, quando um trem voou por um cruzamento de 10 mph a 68 mph. Uma segunda ocorrência muito semelhante aconteceu em 17 de setembro de 2005, mas foi mais grave, matando 2 passageiros e ferindo outros 117. Ambos os incidentes poderiam ter sido evitados se o PTC estivesse em vigor. Em ambas as circunstâncias, o sistema de segurança passaria por cima da decisão do maquinista e reduziria a velocidade da locomotiva para a adequada, evitando a ocorrência de um acidente.
Em 22 de abril de 2015, o conselho da Metra aprovou um contrato de US$ 80 milhões com o Parsons Transportation Group. A Parsons foi a única participante da licitação, e tornou-se responsável por incorporar vários dispositivos, desde GPS e rádios, até antenas de via em um sistema coeso. O grupo tem alguma experiência neste setor anteriormente, tendo trabalhado com a Metrolink, agência de trens urbanos do sul da Califórnia, para instalar seu sistema.
Em 2020, a Metra concluiu a instalação completa do PTC, com um custo de capital de US$ 400 milhões e um custo operacional anual de US$ 20 milhões. O sistema da Metra trabalha com os trens de outras 12 empresas ferroviárias.

## Sistema tarifário e emissão de bilhetes

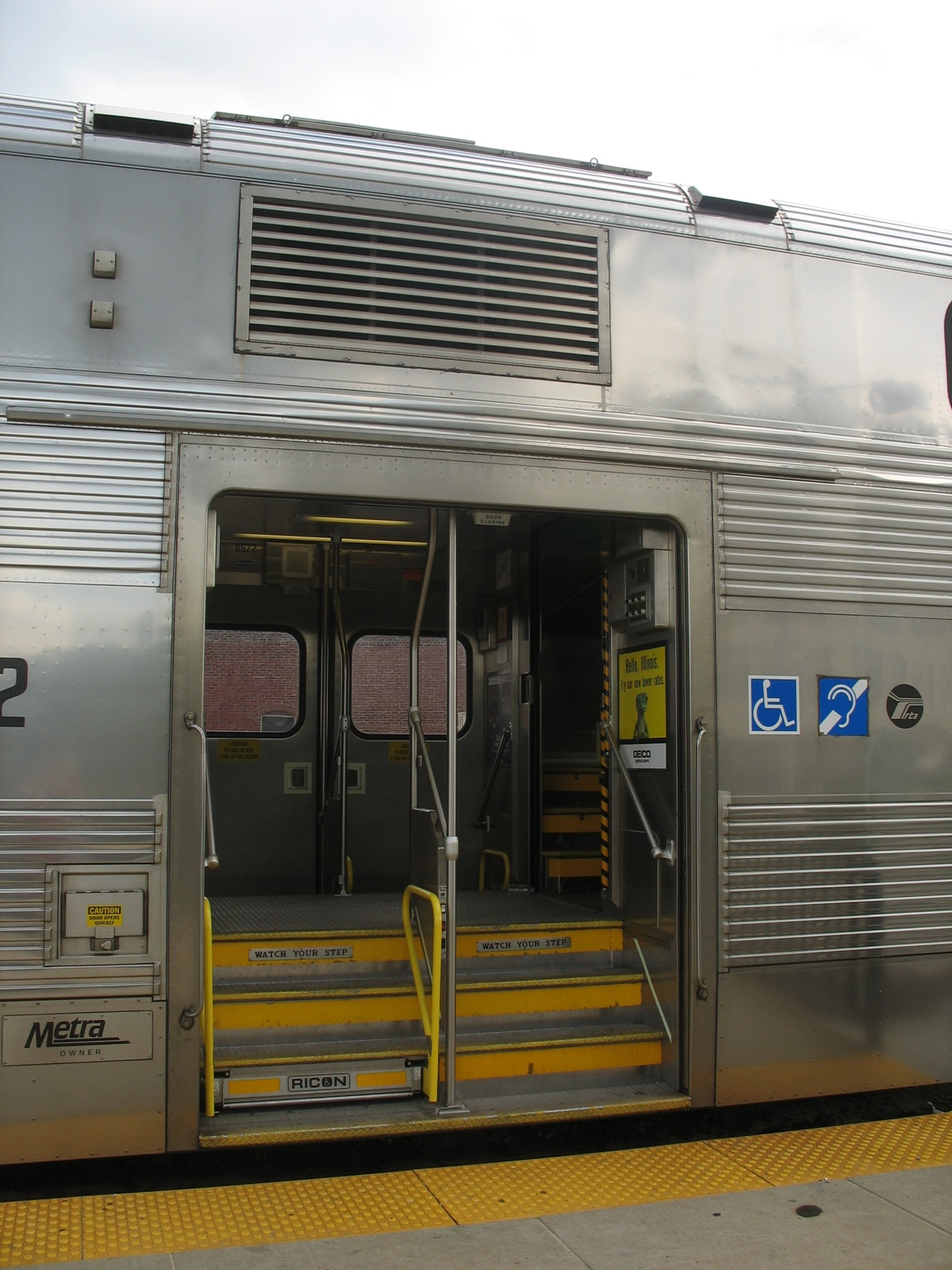
Entrada para um vagão Metra de dois níveis

A tarifa é determinada pela distância percorrida por um passageiro. Cada estação ao longo de cada rota foi colocada em uma zona específica com base em sua distância da respectiva estação central. O terminal e as estações do Centro de Chicago são classificados como zona 'A' e cada zona adicional geralmente representa 5 milhas (8,0 km) além do terminal do centro. Várias estações podem ser colocadas na mesma zona, mesmo que estejam na mesma linha. As zonas tarifárias incluem A, B, C, D, E, F, G, H, I e J.

### Bilhetes
Existem várias opções de emissão de bilhetes para os passageiros, que podem optar por comprar bilhetes de ida, bilhetes de dez viagens, passes de fim de semana ou passes mensais.
- Um bilhete de ida (one-way ticket) é usado para viagens de ida entre duas estações. Para viagens de ida e volta, podem ser adquiridos dois bilhetes de ida. Estes podem ser adquiridos nas bilheterias, com a Ventra (o sistema eletrônico de pagamento de tarifas para a CTA, Metra e Pace), ou no próprio vagão com um condutor. Os condutores cobrarão US$ 5 extras se um agente de passagens estiver disponível na estação de partida do passageiro e, mesmo assim, ele optar pela aquisição no vagão.[44][55][56]
- Um bilhete de ida e volta Plus (disponível somente no aplicativo da Ventra) (Round Trip Plus ticket) fornece um passe diário para viagens ilimitadas entre duas estações.
- Uma viagem de dez (ten-ride) oferece dez viagens entre duas zonas determinadas no momento da compra. Dez viagens podem ser compartilhadas entre passageiros e expiram após um ano a partir da data da compra. Dez passeios podem ser adquiridos com agentes de ingressos ou com a Ventra.[44]
- Um passe de fim de semana de sábado ou domingo (Saturday or Sunday weekend pass) oferece viagens ilimitadas entre qualquer e todas as zonas para um passageiro em um sábado ou domingo. Os passes de fim de semana sempre podem ser adquiridos com condutores sem custo adicional. Também podem ser adquiridos nos agentes de ingressos ou com a Ventra. A partir de 2021, passaram a custar US$ 7.
- Um passe de fim de semana (somente no aplicativo Ventra) (weekend pass) oferece viagens ilimitadas entre qualquer e todas as zonas para um passageiro no sábado e no domingo. Às vezes, estes passes são estendidos para incluir feriados adjacentes ao fim de semana. Estão disponíveis apenas no aplicativo Ventra. A partir de 2021, passaram a custar US$ 10.[44]
- Um passe mensal (monthly pass) oferece viagens ilimitadas entre quaisquer duas zonas para um passageiro em todos os dias do respectivo mês. Os passes mensais podem ser usados em qualquer linha dentro das zonas especificadas, e podem ser adquiridos nas bilheterias, por correio, online (no site da Metra) ou com a Ventra. Os titulares de passes mensais também podem adquirir, em conjunto, um cartão Pace PlusBus, que oferece viagens ilimitadas em todos os ônibus suburbanos da Pace.[57] Um passe CTA/Pace Link-Up também está disponível para compra. Nos ônibus CTA e no Metrô de Chicago, o Link-Up permite viagens ilimitadas durante as horas de pico durante a semana e, nos ônibus Pace, permite viagens ilimitadas a qualquer hora. Os titulares de passes mensais também podem viajar para além das zonas listadas no passe mensal comprando bilhetes incrementais com condutores nos trens. Os ingressos incrementais custam $1 além da primeira zona e 50 centavos para cada zona adicional posterior. Não há sobretaxa para comprar ingressos incrementais para portadores de passes mensais.[44]

### Programas de tarifas reduzidas
O Metra permite que alguns viajantes comprem passagens com tarifas reduzidas ou até mesmo viajem de graça. Esses programas de tarifas reduzidas e passeios gratuitos são administrados pela Metra e pela RTA. Podem se qualificar para eles alguns estudantes pré-universitários, jovens, idosos, membros das Forças Armadas dos Estados Unidos e pessoas com deficiência. Restrições geográficas e de tempo se aplicam a esses programas e os passageiros devem garantir que se qualifiquem antes de tentar comprar passagens especiais ou viajar gratuitamente.
Em 4 de janeiro de 2021, o Condado de Cook lançou o piloto do de um programa chamado The Fair Transit, planejado para durar, inicialmente, 3 anos. Sob este piloto, todos os passageiros das linhas Metra Electric District e Rock Island Line  pagarão as tarifas reduzidas da Metra.

## Segurança e proteção

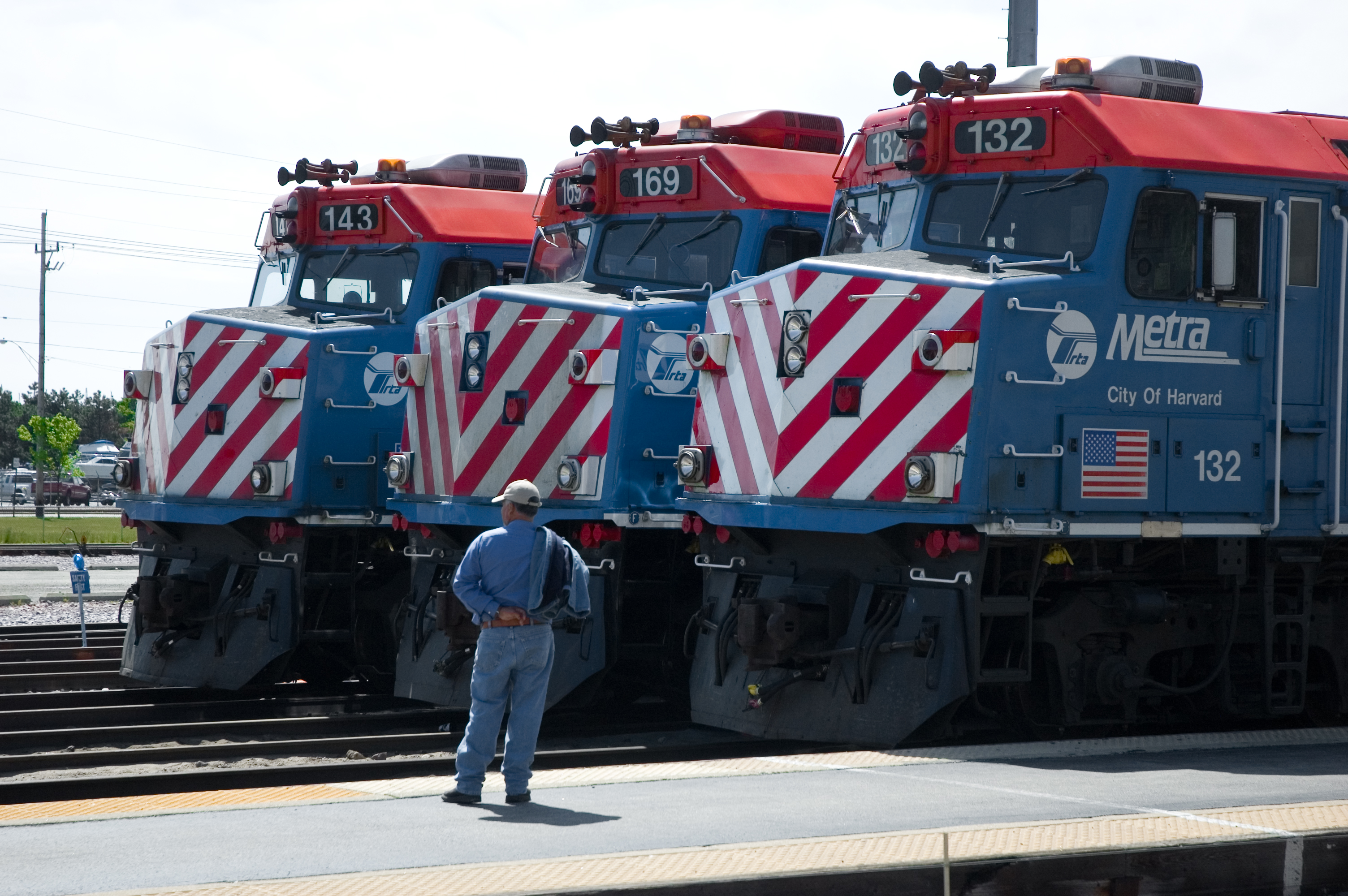
Locomotivas Metra F40PH na Estação Waukegan

Os funcionários da Metra, o Departamento de Polícia da Metra (Metra Department Police) e outras agências de segurança pública são responsáveis por manter a segurança em suas linhas, a bordo de seus trens e nas estações, em vários graus. Embora o transporte ferroviário seja uma das formas mais seguras de transporte terrestre, comprometimentos à segurança e proteção da Metra podem ocorrer por meio de acidentes de pedestres, tentativas de suicídio, colisões de veículos, descarrilamento, terrorismo e outros incidentes. Deixar de manter a segurança e a proteção pode resultar em danos a equipamentos e infraestrutura, interrupções extensas de serviço, lesões traumáticas e perda de vidas. Portanto, a Metra e outras agências consideram a segurança uma prioridade e dedicam uma quantidade significativa de recursos para combater esses perigos.
A partir do início do verão de 2013, a Metra anunciou planos para aumentar as patrulhas policiais nas sete linhas em que a agência opera Milwaukee District North, Milwaukee District West, North Central Service, Heritage Corridor, o South West Service, o Rock Island Line e Metra Electric District. As patrulhas policiais não estão presentes nas linhas da BNSF Line e Union Pacific, porque essas linhas são operadas pelas ferrovias que as possuem e a segurança cabe a essas empresas. Quando perguntado por que havia crescentes patrulhas, o porta-voz Michael Gillis disse: "Não há nenhuma razão em particular, além do fato de que queremos ser mais proativos e mais deliberadamente visíveis para nossos passageiros".

### Aplicação da lei
O Departamento de Polícia de Metra (Metra Police Department) é uma agência especial de aplicação da lei encarregada de fornecer serviços policiais a passageiros, funcionários, equipamentos e propriedades. Possui um efetivo de mais de 100 homens e é responsável pela segurança de todas as vias e estações. Em um esforço para ajudar a coordenar a preparação para emergências e o gerenciamento de incidentes, todos os policiais da Metra são certificados no Sistema Nacional de Gerenciamento de Incidentes (National Incident Management System). Além disso, a polícia de Metra trabalha em conjunto com o Departamento de Polícia de Chicago como membro da Estratégia de Policiamento Alternativo de Chicago (Chicago Alternative Policing Strategy). Thomas A. Cook was the only Metra police officer that has been killed in the line of duty thus far.

### Segurança ferroviária
O foco na segurança ferroviária da Metra vem de muitas frentes além das operações, incluindo preparação para emergências e conscientização pública. A configuração de plataformas ferroviárias, uso de sinais de passagem de nível e toques de buzina compõem um sistema crítico usado para comunicar pedestres e veículos sobre o movimentos de trens suburbanos. Fora desses componentes operacionais, a Metra busca agressivamente a segurança por meio da conscientização pública, por meio de seu programa Operation Lifesaver (em tradução livre, Operação Salva-vidas), que visa ajudar a divulgar mensagens de segurança. A companhia também realiza eventos de promoção da segurança ferroviária nas escolas e organiza um concurso de cartazes sobre o tema que premia os vencedores, sendo estes cartazes apresentados nos passes mensais e nas estações.
A Metra foi homenageada com vários prêmios E. H. Harriman pela segurança dos funcionários, sendo o último um prêmio Bronze em 2005. Os prêmios Harriman anteriores conferidos à Metra incluem prêmios Gold em 2003 e 2004, e um prêmio Silver em 2002.
Em 2020 a Metra concluiu a implementação do sistema de segurança Positive Train Control (PTC) em todo o seu sistema, cinco anos após o prazo determinado pelo governo federal, que seria 2015.

### Incidentes

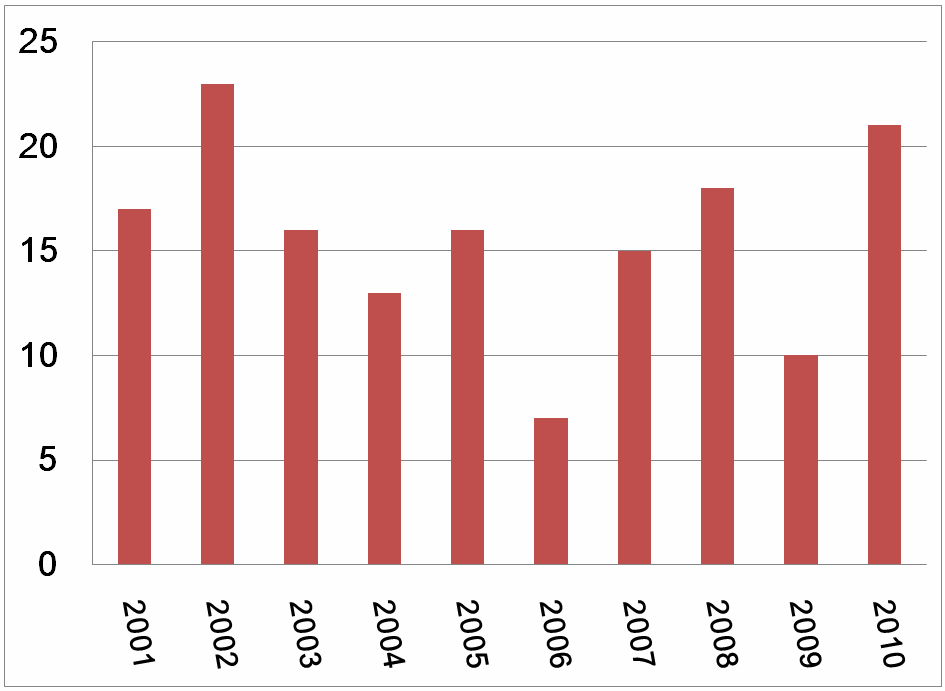
Fatalidades relacionadas à Metra: O gráfico acima mostra o número de mortes de não funcionários relacionadas à Metra (vertical). Usa dados da década de 2000 e está organizado por ano (horizontal).

Houve 156 mortes de não funcionários envolvendo equipamentos da Metra e trilhos de sua propriedade entre 2001 e 2010. Em média, 15 pessoas foram mortas anualmente com base em dados daquela década. Os maiores números de óbitos em apenas um ano, nesse período, ocorreram em 2002, com 23 mortes, e em 2010, com 21 mortes. A maioria dessas fatalidades ocorreu em passagens de nível e, em ferrovia, envolvendo impacto com trem; apenas quatro falecimentos envolveram passageiros a bordo do trem.
O pior desastre ferroviário em Illinois ocorreu antes da formação da Regional Transportation Authority (RTA). O desastre ferroviário de Chicago em 1972 consistiu em uma colisão de dois trens na linha Metra Electric District, então sob o controle da Illinois Central. A colisão resultou em 45 mortos e 332 feridos. Duas décadas depois, Metra experimentou seu primeiro desastre ferroviário, a colisão entre um ônibus e um trem da Union Pacific em uma passagem de nível, em 1995, que matou sete estudantes do ensino médio que estavam a bordo de um ônibus escolar na cidade de Fox River Grove, Illinois, na manhã de 25 de outubro daquele ano.
Em 2003, outro incidente envolveu um trem da Rock Island Line, que descarrilou ao mudar de um trilho para outro, ferindo 45 passageiros. Dois anos depois, em 2005, outro acidente ocorreu no mesmo trecho, quando um trem que transportava 200 passageiros descarrilou e colidiu com uma ponte de aço, resultando em duas mortes e 117 feridos. A causa de ambos os acidentes foi considerada erro humano; os trens estavam indo a velocidades superiores a 68 milhas por hora (110 km/h) quando deveriam estar a 10 milhas por hora (16 km/h).

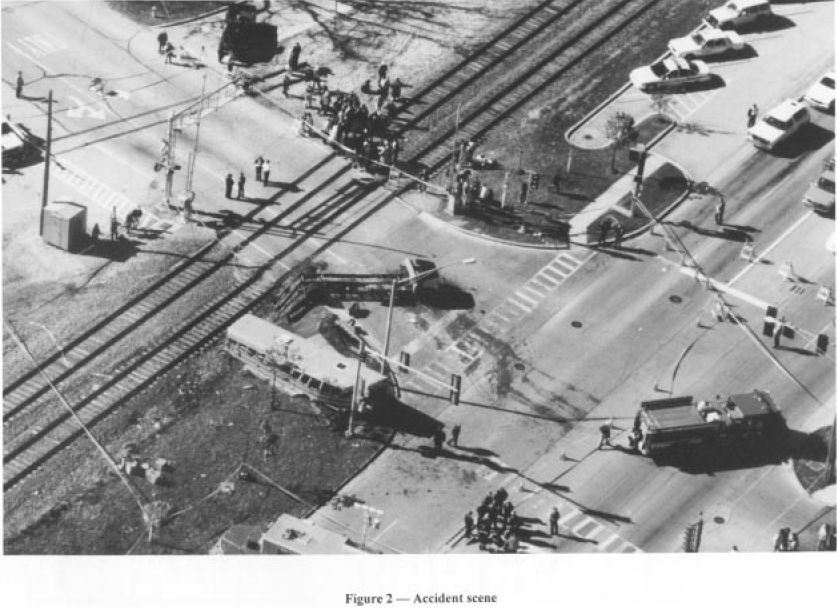
Imagem aérea do local do desastre ferroviário de Fox River Grove (1995)

Em 11 de maio de 2022, o trem Metra nº 1242 colidiu com um caminhão em Clarendon Hills, na BNSF Line , resultando em quatro feridos e uma morte. A passageira que morreu, uma mulher de 72 anos de Downers Grove, foi ejetada por uma janela do trem durante a colisão. Este incidente, em maio de 2022, foi apenas o segundo incidente na história da Metra que resultou no óbito de um passageiro.
Além da perda de vidas, ferimentos, danos e interrupções de serviço causados por acidentes, a Metra e outras agências de transporte estiveram envolvidas em processos judiciais multimilionários e acordos decorrentes de falhas de segurança. Essas falhas também resultaram em políticas de segurança atualizadas e ajustes de equipamentos e dispositivos de alerta.

## Material rodante

### Locomotivas em uso

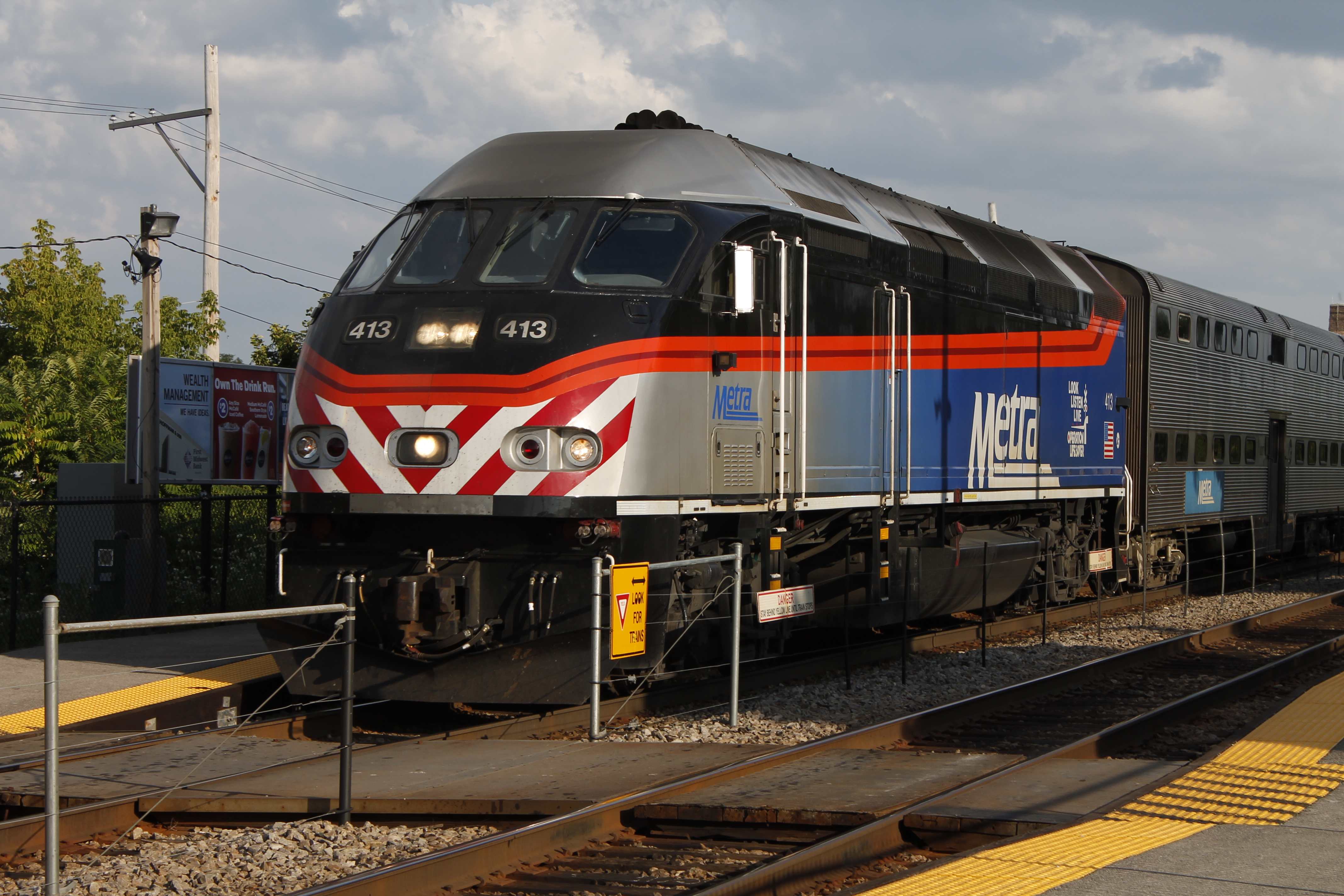
Locomotiva Metra MP36PH-3C #413

Todas as locomotivas da Metra são locomotivas diesel-elétricas. A maior parte de sua frota consiste em locomotivas F40PH. A linha Metra Electric District usa múltiplas unidades elétricas
| Construtor | Modelo    | Número                    | Anos de construção           | Rotas atribuídas                                                             | Notas |
| ---------- | --------- | ------------------------- | ---------------------------- | ---------------------------------------------------------------------------- | --- |
| EMD        | SW1       | 2                         | 1946                         | Serviço de comutação, trens de serviço                                       | Originalmente propriedade da Illinois Central Railroad, mais tarde vendida para a Rock Island Railroad. #2 foi modificada com engates MU Car. É usada para transferir carros da Metra Electric District na 47th Street para o girador ferroviário de Blue Island, com a finalidade de manter um movimento de rotação adequado nos carros Metra Electric MU. |
| EMD        | SW1200    | 3                         | 1954                         | Serviço de comutação, trens de serviço                                       | Originalmente pertencente a Milwaukee Road |
| EMD        | SW1500    | 4–6, 8–9                  | 1967–68, 1971–72             | Serviço de comutação, trens de serviço                                       | |
| EMD        | GP23ECO   | 10–11                     | 1969, 1966                   | Serviço de comutação, trens de serviço                                       | Duas locomotivas modelo GP23ECO, da Progress Rail. Ambas construídas como GP40. |

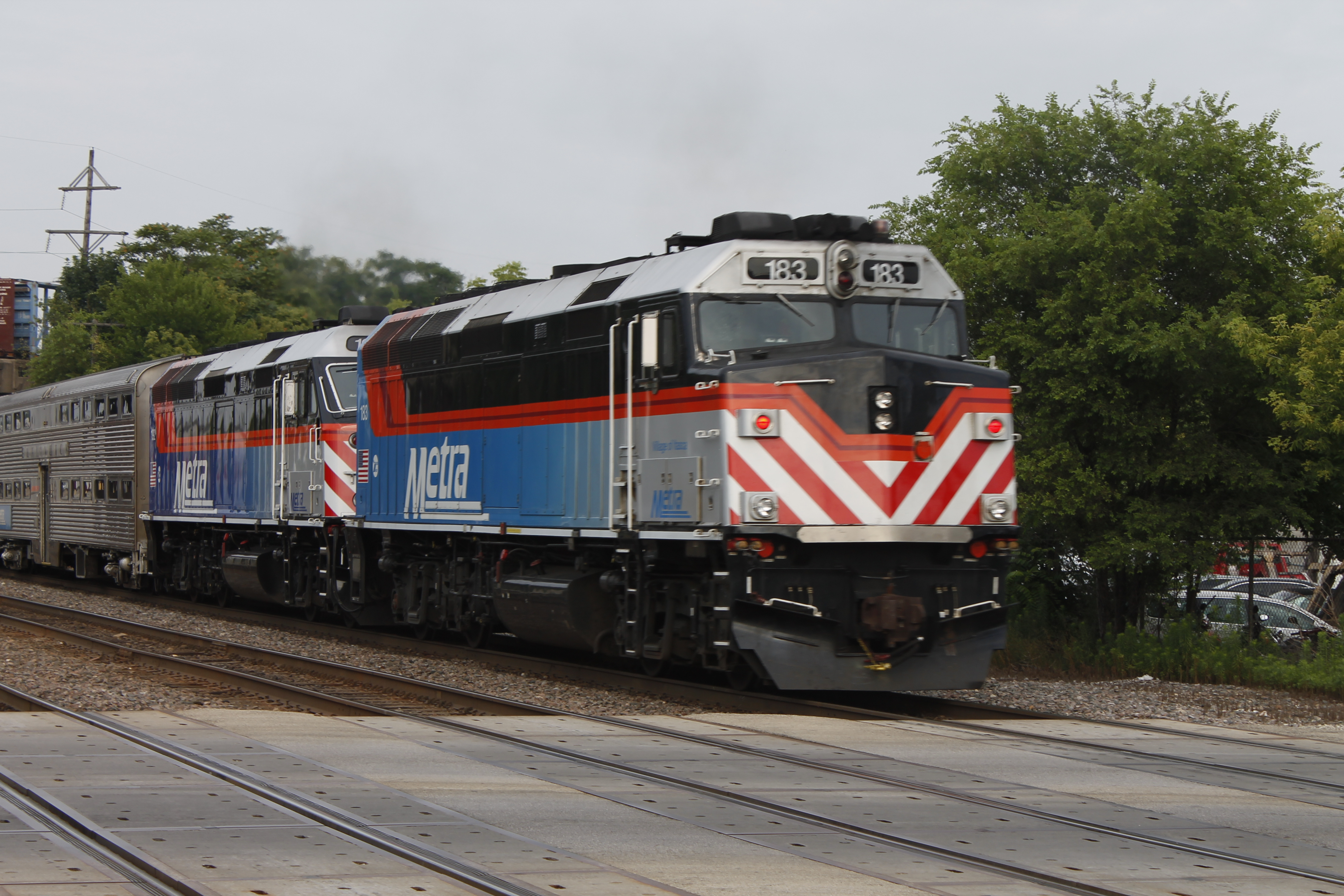
Locomotiva Metra F40PH-3 nº 183 reconstruída como Metra F40PHM-3

| EMD        | SD70MACH  | a definir                 | a definir                    | a definir                                                                    | Locomotivas SD70MAC usadas para serem convertidas para o serviço da Metra. 15 sob encomenda, com opção para mais 27. As primeiras destas locomotivas eram esperadas para o início de 2022. |
| EMD        | F59PHI    | 73–93                     | 1998                         | Milwaukee District, North Central Service, Heritage Corridor e Union Pacific | A locomotiva #90 foi pintada na libré dos modelos da Chicago & North Western, nas cores amarelo e preto. Antigos modelos Amtrak Cascades e Amtrak Pacific Surfliner 450-470, o primeiro deles sendo entregue à Metra no final de outubro de 2018. |
| EMD        | F59PH     | 94–99                     | 1988                         | Milwaukee District, North Central Service, Heritage Corridor                 | 97–99 pertenciam, anteriormente, à Exo (sistema de transporte da Grande Montreal, Canadá). Colocada em serviço pela Metra em 2015. |
| EMD        | F40PH-3   | 100–149, 173–184, 215–217 | 1977, 1979–81, 1983, 1988–89 | Todas rotas à diesel                                                         | 100-149 foram reconstruídas para especificações -3 entre 2008 e 2012. #100 repintada no libré RTA entre 14 de setembro de 2017 a meados de 2018. #104 recebeu um esquema de cores em homenagem à cidade de Chicago, revelado em 4 de maio de 2022. 174-184 foram reconstruídas para especificações de -3 entre 2016 e 2017. #173 reconstruída para especificações -3 em 2018 para substituir a locomotiva F40PHM-2 #205 avariada. 215-216 vendidas para a Metra em 2009 pelo Tennessee Central Railway Museum (TCRM) e reformadas pela Progress Rail antes de entrar em serviço. #215 sofreu um grande incêndio em 3 de dezembro de 2018 e não voltou ao serviço desde então. #217, uma antiga locomotiva da Virginia Railway Express (VRE) vendida à Metra em 2016, foi reconstruída como uma F40PH-3. |
| EMD        | F40PH-2   | 150–172                   | 1983                         | Union Pacific                                                                | |
| EMD        | F40PHM-3  | 185–204, 206–214          | 1991–1992                    | BNSF Line, Rock Island Line, SouthWest Service                               | Reconstruídas para especificações -3 da EMDF40PHM-2 entre 2016–2020. Quando construídas como F40PHM-2, foram as últimas locomotivas da série F40PH construídas pela Electro-Motive Diesel. #194 foi a primeira F40PHM-2 a ser reconstruída e repintada. #210 sofreu um incêndio em 13 de junho de 2019. Ela retornou ao serviço em dezembro de 2020. A locomotiva #211 pintada com a libré tradicional da Chicago, Burlington and Quincy Railroad (CB&Q). |
| MPI        | MP36PH-3C | 401–427                   | 2003–2004                    | Rock Island Line, Milwaukee District, North Central Service                  | Convertidas de modelos MP36PH-3S a partir de 2015, iniciando com a #417. A locomotiva #402 foi pintada com a libré do Estado de Illinois. A locomotiva #405 foi pintada com a libré tradicional da Milwaukee Road. A locomotiva #425 foi pintada com a libré tradicional da Rock Island Railroad. |
| EMD        | F40C      | 611 e 614                 | 1974                         | Milwaukee District                                                           | #611 e #614 foram aposentados em 2003 e 2004. Em janeiro de 2005, foram trazidos de volta ao serviço, enquanto várias locomotivas MP36PH-3S então novas estavam fora de serviço devido a problemas de software. Devido ao programa de reconstrução do F40PH, voltaram ao serviço em abril de 2009 e permaneceram até meados de 2012. Ambas permanecem no pátio da estação Western Avenue. |

### Retired locomotives
| Construtor | Modelo   | Número           | Anos de construção | Rotas atribuídas                               | Notas |
| ---------- | -------- | ---------------- | ------------------ | ---------------------------------------------- | --- |
| EMD        | F7       | 305 e 308        | 1949               | Todas rotas à diesel                           | Aposentadas, vendidas ao Illinois Railway Museum. #305 foi restaurada como Chicago & North Western #411, enquanto a locomotiva #308 ainda é pintada nas cores da Metra. |
| EMD        | E8       | 507–510, 512–522 | 1950–53            | Rotas da Chicago & North Western               | #508, #516 e #518 agora são propriedade da Iowa Pacific Holdings (IPH), #515 agora é de propriedade do Illinois Railway Museum, desde dezembro de 2021. #522 é de propriedade da Lorain & West Virginia (LWV) e foi renumerada para #101. 519 é de propriedade privada, numerado MREX 97. Atualmente localiza-se no Arizona Railway Museum, em Chandler, Arizona.                                                                                                  |
| EMD        | E9       | 511              | 1955               | Rotas da Chicago & North Western               | De propriedade da Union Pacific e esteticamente restaurada ao número original UP 949. |
| EMD        | F40C     | 600–610, 612–613 | 1974               | Milwaukee District                             | Todas sucateadas. |
| EMD        | SW1500   | 7                | 1968               | Serviço de comutação, trens de serviço         | Vendida, em 2015, para a National Railway Equipment (NRE), empresa especializada em reforma e leasing de equipamentos ferroviários, em Dixmoor, Illinois, e possivelmente descartada devido ao fechamento de prédios da empresa em 2020. |
| EMD        | SW1      | 1                | 1938               | Serviço de comutação, trens de serviço         | Originalmente propriedade da Illinois Central Railroad, mais tarde vendida para a Rock Island Railroad. A #1 foi modificada com engates MU Car e foi a locomotiva operacional mais antiga dos Estados Unidos a não ser preservada. Foi usado para transferir carros da Metra Electric District para o girador ferroviário de Blue Island, com a finalidade de manter um movimento de rotação adequado nos carros Metra Electric MU. Aposentado por falha no motor. |
| EMD        | F40PHM-2 | 205              | 1992               | BNSF Line, Rock Island Line, Southwest Service | #205 foi destruída em um descarrilamento em 8 de março de 2018 e descartada no local. |